# South China Morning Post

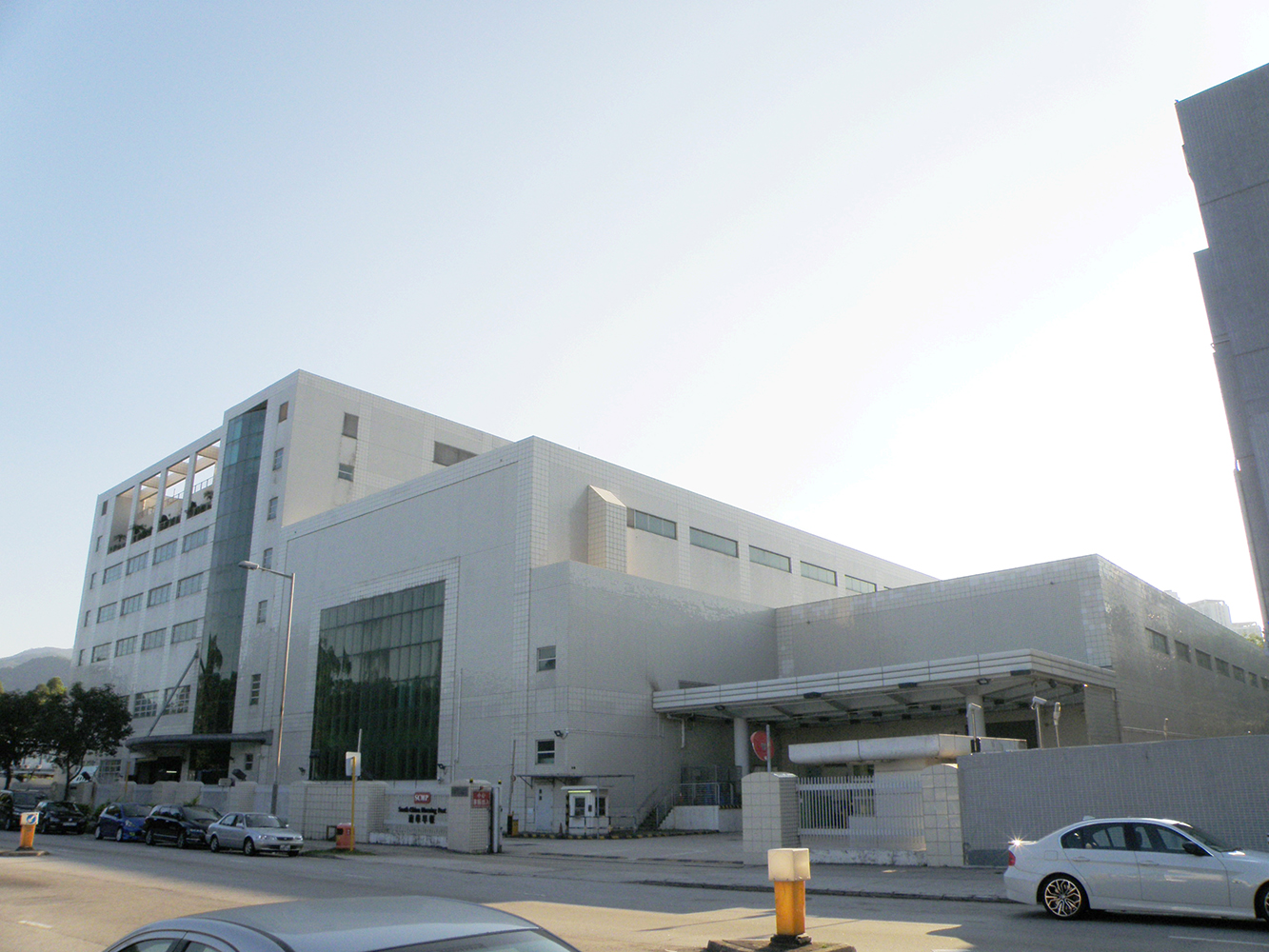
Sitz von „The Post“ mit eigener Printabteilung in Tai Po (N.T.)

Die South China Morning Post, kurz SCMP, lokal auch „The Post“ (chinesisch 南華早報 / 南华早报, Pinyin Nánhuá Zǎobào, Jyutping Naam4waa4 Zou2bou3, kurz 南早,  Nánzǎo, Jyutping Naam4zou2) genannt, und deren Sonntagsausgabe Sunday Morning Post (星期日南華早報) gehören zu Hongkongs Leitmedien. Die SCMP ist Hongkongs größte englischsprachige Tageszeitung mit einer stabilen täglichen Auflage von etwa 100.000 Exemplaren. Als Zeitung genießt sie laut einer öffentlichen Meinungsumfrage der Chinesischen Universität Hongkong von 2016 zur Glaubwürdigkeit von Lokalmedien das größte Vertrauen in der Bevölkerung mit dem Höchstwert unter den Printmedien von „6,54“. Das kostenpflichtige Online-Abonnement, das bis zum 5. April 2016 über 20.000 Benutzer der Online-Leserschaft in Anspruch genommen hatten, wurde nach dem Eigentümerwechsel an die Alibaba Group vorübergehend zum kostenlosen Angebot umgewandelt. Das kostenlose Angebot endete nach vier Jahren im August 2020.

## Geschichte

### Gründung und Anfänge
1903 wurde im damals britischen Hongkong die Zeitung unter dem damaligen chinesischen Namen Naamcing Zoubou, also „South Tsing Morning Post“, (南清早報)  u. a. von Tse Tsan-tai (謝贊泰) und Alfred Cunningham in der Duddell Street (都爹利街) in Central gegründet. Am 1. Juni 1903 zog die Zeitung in den Büros auf der Connaught Road (干諾道) ein und gab am 6. November 1903 die erste Ausgabe heraus mit einem Umlauf von etwa 600 verkauften Exemplaren pro Tag. Die Zeitung stand im Wettbewerb mit drei englischsprachigen Zeitungen: der Hong Kong Daily Press, der China Mail und dem Hong Kong Telegraph.
1907 wurde das Gebäude jedoch durch einen Taifun beschädigt, so dass The Post gezwungenermaßen in die Des Voeux Road, Central, umzog.
1913 benannte sich die Zeitung in South China Morning Post um.
Die Post stärkte ihre Position, indem sie – im Gegensatz zu ihren Konkurrenten – auch während der Streiks der 1920er Jahre publizieren konnte und sich durch ihre Berichterstattung über den eskalierenden Konflikt zwischen China und Japan in den 1930er Jahren Anerkennung verschaffte.
Während der japanischen Besetzung Hongkongs war die SCMP verboten, alle westlichen Redaktionsmitglieder interniert und stattdessen die englischsprachige Hong Kong News von den japanischen Besatzern herausgegeben. Nach der Kapitulation Japans nahm die SCMP ihre Tätigkeit wieder auf.
Nach dem Zweiten Weltkrieg wurde HSBC Hauptinvestor der SCMP.
1986 erwarb Rupert Murdoch 34,9 % an der SCMP von HSBC und Hutchison Whampoa Ltd. 1987 wurde das Unternehmen von Murdochs News Corporation privatisiert. 1990 wurde die South China Morning Post (Holdings) Ltd, mit Sitz auf Bermuda, als neue Holdinggesellschaft der Gruppe gegründet und 262,5 Millionen Aktien neu emittiert.
1992 wurden 15 % (Erhöhung auf 21,3 % im Jahr 2006) an The Post Publishing Co Ltd. erworben, die die Bangkok Post herausgibt.
1993 übernahm die Kerry Group von Robert Kuok die 34,9 % von News Corp und erlangte damit die Kontrolle über die Zeitung.

### Übernahme durch die Alibaba Group
Am 11. Dezember 2015 gab die Alibaba Group ihre Absicht zur Übernahme der SCMP zu einem Kaufpreis von umgerechnet 242 Millionen Euro bekannt. Der Übernahme folgend machte die SCMP am 5. April 2016 publik, dass das bis dato bestehende Abonnenment-Modell zum Zugang zu bestimmten Online-Inhalten auf der Website SCMP.com gestoppt wird; alle auf der Website bereitgestellten Inhalte waren fortan kostenfrei zugänglich. Jack Ma, Gründer und CEO der Alibaba Group, begründete den Schritt mit einem Strategiewechsel: „Unser Fokus sollte nun nicht darauf liegen, das richtige Geschäftsmodell zu finden. Unsere Priorität sollte es sein (zu prüfen), wie wir uns verändern müssen, um uns besser an das Leseverhalten unserer Leserschaft anzupassen. Dieser Schritt ist notwendig, da sich die Medienindustrie in der Zukunft verändern wird.“
Der Vizevorsitzende von Alibaba, Joseph Tsai, äußerte Alibaba strebe eine ausgewogene Berichterstattung an. Alibaba werde die Redakteure aber weiter über die Richtung ihrer Artikel entscheiden lassen. Die Hong Kong Journalists Association, die Journalistengewerkschaft in Hongkong, äußerte Befürchtungen, die Übernahme werde die Pressefreiheit gefährden. Auch in internationalen Medien wurden Befürchtungen geäußert, dass sich die bisherige Unabhängigkeit der China-Berichterstattung ändern könnte.
Geschäftsführer der SCMP wurde 2017 Gary Liu, der in den USA geboren wurde. Als Ziel wurde ausgegeben, ein globales Medienunternehmen zu werden. Die Zahl der Beschäftigten wuchs von Anfang 2017 bis Mitte 2018 um 300.
Nach der Abschaffung der Paywall vervierfachte sich bis Mitte 2018 die internationale Reichweite. Aus Hongkong kam nur jeder fünfte Leser der Website, jeder dritte Nutzer aus den Vereinigten Staaten. Seit August 2020, vier Jahre nach Abschaffung des Paywalls, kehrte die Zeitung aufgrund finanzielle Entwicklung zum früheren Abo-Bezahlsystem zurück. Dabei investierte die Zeitung in neue digitale Präsentationsformen und Produktionskreisläufe, um sich beim Konkurrenzkampf mit den Internetgiganten und -plattformbetreiber wie beispielsweise Facebook oder Google neu aufzustellen.

## Unabhängigkeit – Selbstzensur
Die Zeitung gilt als die beste englischsprachige Zeitung Ostasiens und hat immer wieder über Skandale wie Korruptionsfälle berichtet, die dank ihrem dichten Netz an Korrespondenten und Reportern oftmals diese auch als Exklusivberichte veröffentlichen. Jedoch sprechen Mitarbeiter von Selbstzensur und einer Neigung, den Inhalt von kritischen Artikeln zu beeinflussen, die der politischen Führung in Peking nicht genehm sein könnten. Nach wie vor werden von der South China Morning Post trotzdem regelmäßig soziale Missstände in Festlandchina, die dem kommunistischen Ideal der Kommunistischen Partei widersprechen, angeprangert – beispielsweise in einem YouTube-Format zu extremer Landarmut.
Neben sozialen Missständen spricht die Zeitung auch das Demokratiedefizit in Festlandchina an, unter anderem in Bezug auf die MeToo-Debatte. In Hongkongs Innenpolitik nimmt die South China Morning Post eine moderate Haltung ein. Während der Proteste in Hongkong 2019 zeigte sich die Zeitung zum Beispiel nicht kritisch gegenüber den Forderungen der Demonstranten im Allgemeinen, stellte aber auch eine scharfe Kritik an der Gewalttätigkeit hervor. Insgesamt kann festgestellt werden, dass regelmäßig Raum für Kritik an der Führung der Volksrepublik China, teils auch an der prochinesischen Regierung Hongkongs besteht, solche politischen Beiträge jedoch nicht dermaßen in den Vordergrund gerückt werden – insbesondere quantitativ – wie es bei Medien der Fall ist, welche dem Pro-Demokratie-Lager wie der Hong Kong Free Press nahestehen. Nach Einschätzung eines Artikels in der Frankfurter Allgemeinen Zeitung wird seit der Rückgabe Hongkongs in der South China Morning Post weniger negativ über das Festland berichtet, aber weitaus kritischer als in dessen Parteimedien.
Als in Hongkong erscheinende Zeitung unterliegt sie nicht der Zensur in der Volksrepublik China. Allerdings ist das Webangebot der South China Morning Post in Festlandchina nicht erreichbar, da ihre Domain im Rahmen der Internetzensur in der Volksrepublik China für in Festlandchina lebende Personen gesperrt ist, sofern diese kein Virtual Private Network oder das Tor-Netzwerk nutzen.

## Weitere Publikationen der SCMP Publishers Limited
Aktuelle Publikationen
- Young Post
- Classified Post
- Cosmopolitan (Hongkong-Ausgabe)
- Elle und Elle Men (Hongkong-Ausgabe)
- Esquire (Hongkong-Ausgabe)
- Harper's Bazaar (Hongkong-Ausgabe)
- The Peak
- Inkstone News
- Abacus News
- Goldthread

Eingestellte Publikationen
- HK Magazine (1991–2016; seit 2013 in Besitz von Alibaba Group)
- Jiu Jik (招職, 2001–2021)[37][38][39][40]